# Yopal
Yopal é uma cidade da República da Colômbia capital do departamento de Casanare. Situa-se à altitude de 350 metros e foi fundada em 1915.